# Layla Ise
Pour les articles homonymes, voir Ise.
Layla Ise (伊勢鈴蘭, Ise Reira, née le 19 janvier 2004 à Hokkaido, au Japon) est une chanteuse et idole japonaise du Hello! Project, membre depuis le 23 novembre 2018 du groupe de J-pop Angerme.

## Biographie
En été 2018, Layla est sélectionné pour participer aux auditions Hello! Project "ONLY YOU" Audition, après que sa sœur a envoyé sa candidature sans sa permission. Layla participe mais perd au troisième et dernier tour.
Le 23 novembre 2018, l'agence lui téléphone, et lui annonce qu'elle devient la membre de la 7e génération des Angerme, avec Haruka Oota.

## Groupes
Au sein du Hello! Project
- Angerme (2018-)

## Discographie

### Avec Angerme
Singles
- 10 avril 2019 : Koi wa Accha Accha / Yumemita Fifteen
- 20 novembre 2019 : Watashi wo Tsukuru no wa Watashi / Zenzen Okiagarenai SUNDAY
- 26 août 2020 : Kagiriaru Moment / Mirror Mirror
- 12 juin 2021 : Hakkiri Shiyou ze / Oyogenai Mermaid / Aisare Route A or B?
- 11 mai 2022 : Ai・Mashou / Hade ni Yacchai na! / Aisubeki Beki Human Life
- 19 octobre 2022 : Kuyashii wa / Piece of Peace ~Shiawase no Puzzle~
- 14 juin 2023 : Ai no Kedamono / Dousousei
- 13 décembre 2023 : RED LINE / Life is Beautiful!
- 12 juin 2024 : Bibitaru Ichigeki / Uwasa no Narushii / THANK YOU, HELLO GOOD BYE
- 13 novembre 2024 : Hatsukoi, Hanabie / Yuuyuu Kankan gonna be alright!!

Albums
- 15 mai 2019 : Rinnetenshou ~ANGERME Past, Present & Future~
- 22 mars 2023 : BIG LOVE

## Liens
- (ja) Profil officiel avec Angerme